# Викторин Петавски
Викторин Петавски (лат. Victorinus) био је ранохришћански мученик и светитељ, страдао око 304 година, као једна жртва прогона хришћана цара Диоклецијана.
Према списима Јеронима Стридонског био је епископ Петавије.  Јероним Стридонски у својим делима пише да су "његова дела, иако одлична по садржају, слаба су по стилу." То се односило на есеје: "Коментари Књиге о постању", "О Изласку Јевреја из Египта", "О Левитима", "О Исаији", "О Језекиљи", "О Авакуму", "О Књизи Проповедника", "О песми над песмама","О Апокалипси Светог Јована", "Против свих јереси", "О стварању света" и др. Викторин је у свом раду користио дела грчких аутора, најчешће Папија Јерапољског, Оригена, Иринеја Лионског.

## Дела
Од ових његових списа само су два преживела:
- Коментар Откровења Јовановог, ревидирани од стране Јеронима[2]
- Коментар Књиге о постању[3]